# Gustaf Rabe (bankman)
Per Gustaf Sigurd Rabe, född den 9 april 1892 i Stockholm, död där den 27 november 1982, var en svensk bankman. 
Rabe avlade juris kandidatexamen vid Stockholms högskola 1914 och genomförde tingstjänstgöring i Hedemora till 1917. Han anställdes vid Skandinaviska banken 1917, blev ombudsman där 1923 och var direktör och chef för jurist- och notariatavdelningen 1938–1957.
Gustaf Rabe var son till Pehr Rabe och Julia, född Jennings. Han gifte sig 1917 med Ellen Richert, dotter till Gustaf Richert och Ellen, född Billbergh.